# اچ‌ام‌سی‌اس کوتنی (دی‌دی‌ئی ۲۵۸)
اچ‌ام‌سی‌اس کوتنی (دی‌دی‌ئی ۲۵۸) (به انگلیسی: HMCS Kootenay (DDE 258)) یک کشتی است که طول آن ۳۶۶ فوت (۱۱۱٫۶ متر) می‌باشد. این کشتی در سال ۱۹۵۴ ساخته شد.